# Колбенова
«Колбенова» (чеш. Kolbenova) — станция пражского метрополитена. Расположена на линии B 
между станциями «Височанска» и «Глоубетин». Находится в районе Глоубетин, на улице Колбенова.
Открыта 8 июня 2001 года на действующем участке.

## Характеристика
Станция пилонная глубокого заложения. Имеет один выход, в западном торце станции, соединенный трехленточным эскалатором. Путевые стены окрашены в белый и синий цвета. Расположена между станциями «Высочанска» и «Глоубетин».